# Spermophorides hermiguensis
Spermophorides hermiguensis là một loài nhện trong họ Pholcidae. Loài này có ở quần đảo Canaria.